# Hradisko (Litenčická pahorkatina)
Hradisko je nejvyšší vrchol Litenčické pahorkatiny. Dosahuje výšky 518 m a nachází se asi 2 km severně od obce Chvalkovice v okrese Vyškov. Na kopci se nachází vysílač společnosti České Radiokomunikace.
Na Horu se lze dostat po Červené turistické značce.